# 王宗黯
王宗黯（？—913年），原名吉谏，五代十国时前蜀軍事人物。
王宗黯本姓吉，最初擔任高祖王建麾下牙將；唐昭宗景福元年（892年）因打敗楊守厚而獲賜名王宗黯。天復年間，杜從法在昌州、普州、合州三地造反，王建命令王宗黯擔任行營兵馬使，會合東川、武信士兵平亂，之後進官侍中。太子王元膺兵變，他從大安門入宫，與徐瑤在會同殿交戰，並殺死他，後主王衍即位後以此軍功封為琅邪郡王。
《太平廣記》引用《北夢瑣言》記載，他在任寧江節度使期間（909年—913年）曾要求在他生日時凑钱送賀禮；而巫山令裴垣因貧窮沒有送禮到。王宗黯十分憤怒，藉詞在滟滪堆浸死他，其屍體三日滯留該處。他吩咐人移走屍體，但隔夜後屍體逆流而上，浮起水面，眼睛直視衙門，令王宗黯心神不安，之後病死。